# Sophie von Wattenwyl

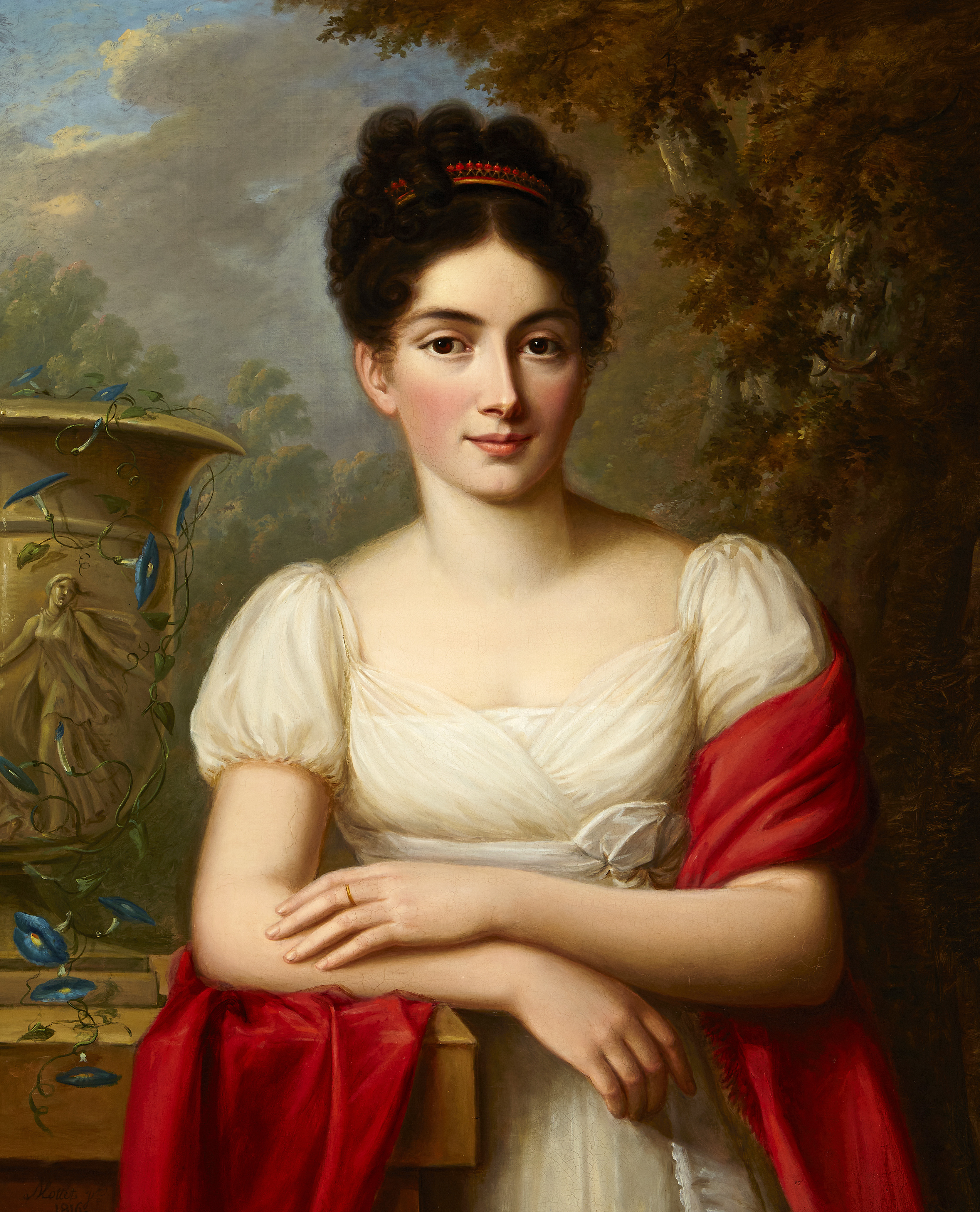
Alette Rosina Sophie von Wattenwyl geb. von Frisching, Porträt von Johann Daniel Mottet (1816)

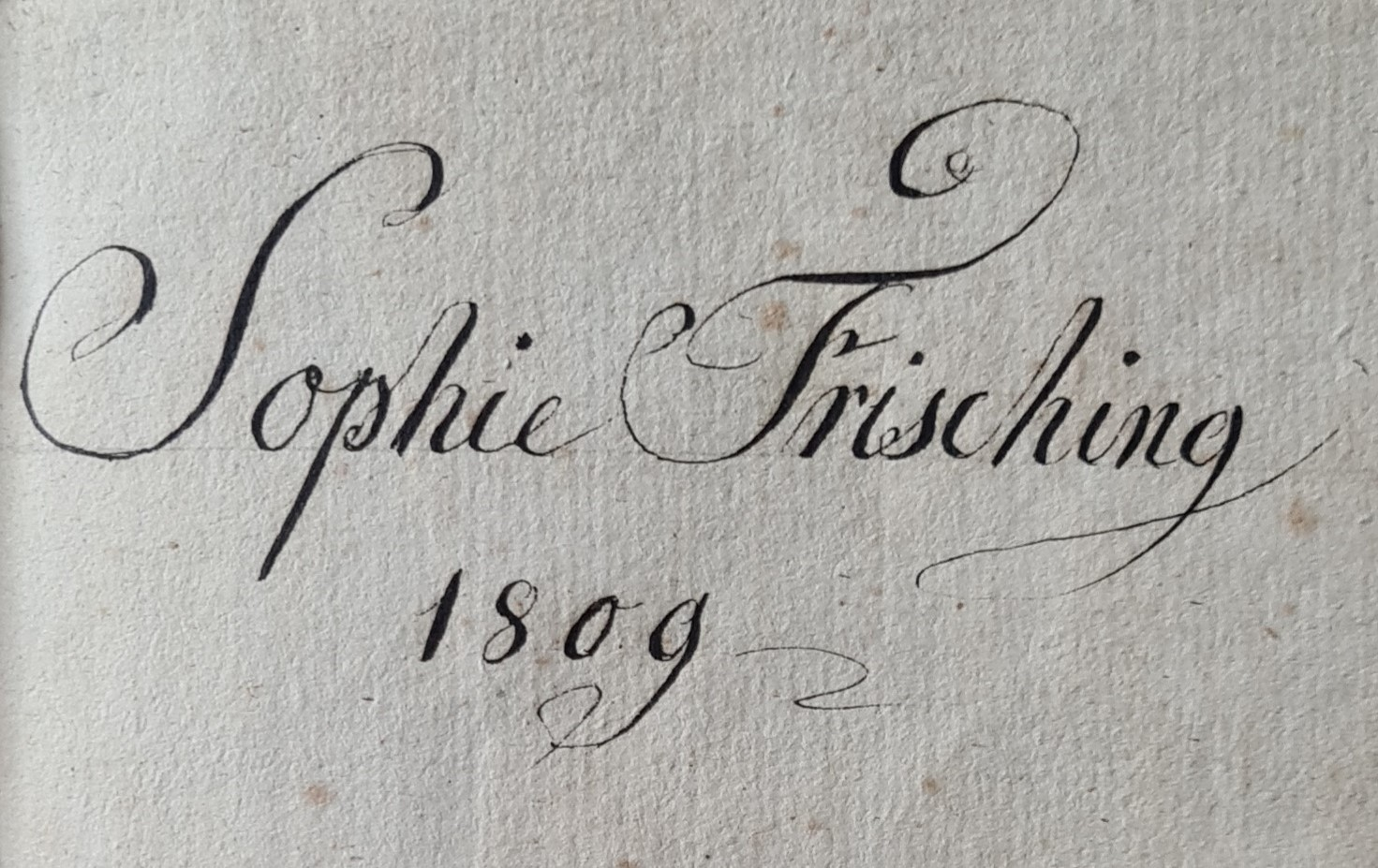
Besitzeseintrag «Sophie Frisching / 1809» in The Royal Dictionary Abridged., von Abel Boyer, zwölfte Auflage (1767)

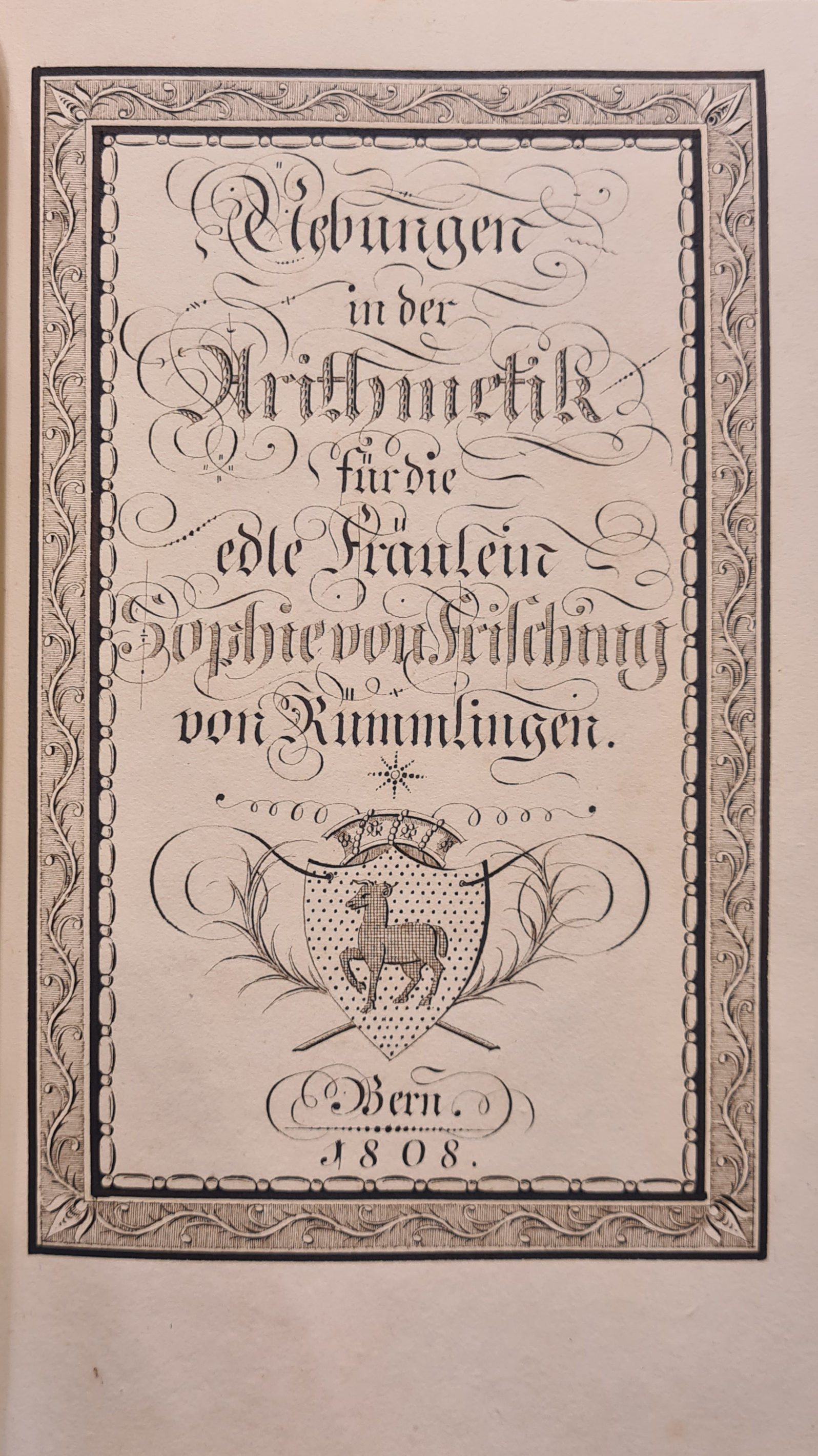
Uebungen in der Arithmetik für die edle Fräulein Sophie von Frisching von Rümmlingen. Bern 1808, kalligraphiertes Titelblatt (1808)

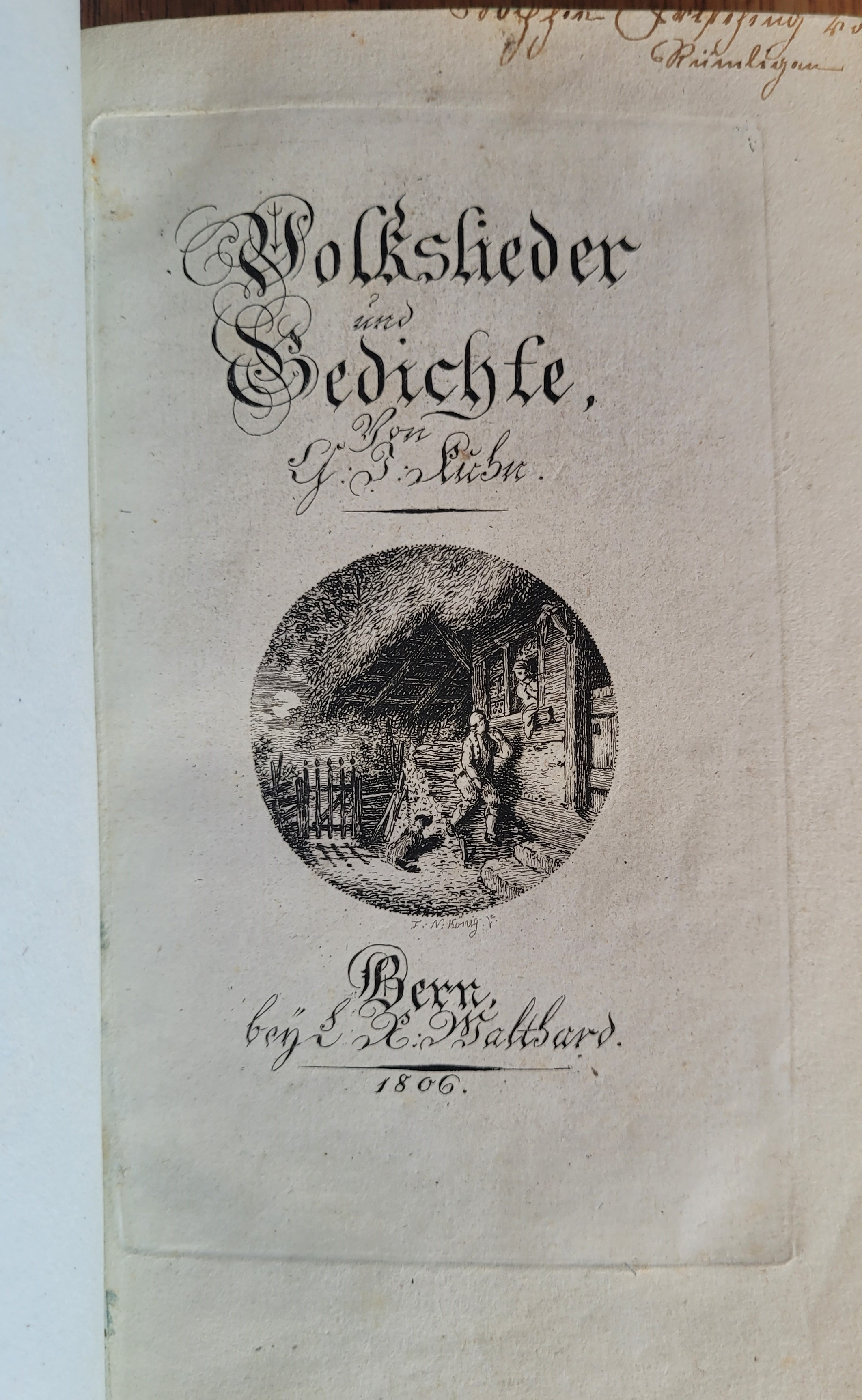
Sophie von Wattenwyls Exemplar Volkslieder und Gedichte von Gottlieb Jakob Kuhn (1806)

Alette Rosina Sophie von Wattenwyl geb. von Frisching (* 2. Februar 1793 in Bern; † 9. Juli 1854) war eine Berner Patrizierin.

## Leben
Alette Rosina Sophie von Frisching wurde als Tochter des Johann Rudolf von Frisching und der Elisabeth Sophie von Frisching (von Rümligen) (1773–1813) in Bern geboren. Sie war mütterlicherseits Enkelin des Samuel Rudolf Frisching und väterlicherseits Enkelin des Franz Rudolf Frisching. Ihr Vater stammte aus dem Familienzweig der Frisching von Schlosswil. Durch seine Heirat mit Elisabeth Sophie von Frisching kam er in den Besitz des Schlosses Rümligen, des Morillon-Guts und des Frischinghauses in Bern.
Am 12. September 1812 heiratete sie in Thurnen Friedrich Ludwig von Wattenwyl (1786–1872), Offizier in hessischen Diensten und bernischer Dragonermajor. Die beiden hatten drei Kinder, von denen nur Ferdinand Karl Friedrich von Wattenwyl (1820–1877) das Erwachsenenalter erreichte. Alette Rosina Sophie von Frisching erhielt 1829 das Morillon-Gut von ihrem Vater, 1838 erbte sie die weiteren Liegenschaften von ihren Eltern als alleinige Erbin, denn ihr Bruder Albrecht Karl Rudolf Frisching verstarb 1804 als Kind durch einen Steinwurf. Gemeinsam mit ihrem Mann liess sie durch den Architekten Ludwig Friedrich Osterrieth (1807–1888) die Villa Morillon erbauen. Sophie von Wattenwyl war die Urgrossmutter von Elisabeth de Meuron und Ludwig Samuel von Tscharner.
Aus Sophies Besitz haben sich zwei anonym verfasste Klavierbücher erhalten, die 1994 in Auszügen durch Annerös Hulliger in Bern veröffentlicht wurden. Am 3. Juni 2022 wurde das Manuskript mit dem Titel Uebungen in der Arithmetik für die edle Fräulein Sophie von Frisching von Rümmlingen. Bern 1808 in Zofingen versteigert. Aus dem Inventar des Schlosses Amsoldingen wurde am 4. Juni 2022 das von Johann Daniel Mottet 1816 gemalte Porträt der Sophie von Wattenwyl versteigert.